# Fusil automatique Modèle 1917
 (avril 2022).
La mise en forme du texte ne suit pas les recommandations de Wikipédia : il faut le « wikifier ».
Les points d'amélioration suivants sont les cas les plus fréquents. Le détail des points à revoir est peut-être précisé sur la page de discussion.
- Les titres sont pré-formatés par le logiciel. Ils ne sont ni en capitales, ni en gras.
- Le texte ne doit pas être écrit en capitales (les noms de famille non plus), ni en gras, ni en italique, ni en « petit »…
- Le gras n'est utilisé que pour surligner le titre de l'article dans l'introduction, une seule fois.
- L'italique est rarement utilisé : mots en langue étrangère, titres d'œuvres, noms de bateaux, etc.
- Les citations ne sont pas en italique mais en corps de texte normal. Elles sont entourées par des guillemets français : « et ».
- Les listes à puces sont à éviter, des paragraphes rédigés étant largement préférés. Les tableaux sont à réserver à la présentation de données structurées (résultats, etc.).
- Les appels de note de bas de page (petits chiffres en exposant, introduits par l'outil «  Source ») sont à placer entre la fin de phrase et le point final[comme ça].
- Les liens internes (vers d'autres articles de Wikipédia) sont à choisir avec parcimonie. Créez des liens vers des articles approfondissant le sujet. Les termes génériques sans rapport avec le sujet sont à éviter, ainsi que les répétitions de liens vers un même terme.
- Les liens externes sont à placer uniquement dans une section « Liens externes », à la fin de l'article. Ces liens sont à choisir avec parcimonie suivant les règles définies. Si un lien sert de source à l'article, son insertion dans le texte est à faire par les notes de bas de page.
- La présentation des références doit suivre les conventions bibliographiques. Il est recommandé d'utiliser les modèles {{Ouvrage}}, {{Chapitre}}, {{Article}}, {{Lien web}} et/ou {{Bibliographie}}. Le mode d'édition visuel peut mettre en forme automatiquement les références.
- Insérer une infobox (cadre d'informations à droite) n'est pas obligatoire pour parachever la mise en page.

Pour une aide détaillée, merci de consulter Aide:Wikification.
Si vous pensez que ces points ont été résolus, vous pouvez retirer ce bandeau et améliorer la mise en forme d'un autre article.
Le fusil automatique Modèle 1917, abrégé en RSC M1917, est un fusil semi-automatique mis en service par l'armée française vers la fin de la Première Guerre mondiale. Il était chambré en 8 mm Lebel, la cartouche alors utilisée dans d'autres armes d'infanterie de l'armée française. Les armureries nationales françaises, dont la Manufacture d'armes de Saint-Étienne (MAS) et la Manufacture nationale d'armes de Tulle (MAT), ont fabriqué un total d'environ 86 000 fusils RSC M1917 jusqu'à la fin de la production de cette arme fin novembre 1918. Très peu d'exemplaires ont survécu et sont fonctionnels aujourd'hui, ce qui en fait des armes rares et très recherchées.

## Développement
L'adoption du Modèle 1917 est attribuée aux premières tentatives de l'armée française de remplacer les fusils Lebel par une conception semi-automatique plus avancée dans les années précédant le déclenchement de la Première Guerre mondiale. En 1913, un fusil semi-automatique fut adopté pour remplacer les fusils Lebel et Berthier présents dans l'inventaire de l'armée. En 1910, l'armée a provisoirement adopté le fusil Meunier semi-automatique à long recul comme tentative de remplacement du fusil Lebel. Des retards considérables avaient été remarqués dans le choix final de la munition, qui a fini par être une puissante cartouche propriétaire sans monture de 7 × 56,95 mm. Environ 1 013 fusils Meunier furent fabriqués en 1916 et environ 300 ont été envoyés pour des essais sur le terrain dans les tranchées. Ils furent bien accueillis mais les munitions nécessaires furent un handicap majeur dans leur adoption.
Le RSC M1917 (RSC étant l'abréviation pour les trois fabricants qui sont Ribeyrolles, Sutter et Chauchat, ce dernier étant connu pour le Chauchat M1915) a été officiellement adopté en mai 1916 plus précisément vers mai-juin. Le fusil était produit en série à partir d'avril 1917 et était moins coûteux à fabriquer que le fusil Meunier car il utilisait les composants du fusil Lebel standard, notamment le canon, la crosse, le garde-main, les bandes de canon et le pontet. Il était chambré pour des munitions Lebel standard de 8 mm, qui étaient mises dans des magasins spéciaux en bloc à cinq cartouches qui se rechargeait par le dessous de l'arme en ouvrant le chargeur. Le RSC M1917 fonctionnait au gaz, utilisait un piston à longue course avec une culasse rotative; le port de gaz était situé sous le canon près de la bouche comme pour plus tard le fusil américain M1 Garand. Le RSC M1917 devint largement diffusé parmi les fantassins français en 1918, mais les troupes ne l'aimaient pas car ils le trouvaient trop lourd, trop long et trop difficile à maintenir dans les tranchées étroites. Le point faible du fusil était le très petit diamètre interne de l'orifice de gaz, qui avait tendance à s'encrasser avec des tirs répétés, entraînant ainsi un cycle de boulons de plus en plus faible avec une utilisation prolongée. L'orifice de gaz nécessitait un nettoyage fréquent (tous les 100 coups environ) qui pouvait être effectué après avoir retiré la grande vis en laiton sous l'extrémité avant du canon. De plus, le magasin spécial pour le RSC M1917 n'était pas particulièrement fort et se détachait souvent.

## Variantes

### Variantes 1, 2 et 3
- La version 1 était la conception originale et comprend un verrou de maintien ouvert qui est soulevé manuellement pour verrouiller le verrou à l'arrière avec un bouton pour libérer le verrou vers l'avant. Il n'a pas verrouillé le verrou à l'arrière lors du dernier tour, donc le magazine a été congédié[pas clair].
- La version 2 a ajouté un protège-main supérieur, simplifié les mises à niveau de production mineures d'ouverture / de libération du verrou (toujours à commande manuelle).
- La version 3 du fusil a supprimé le dispositif de maintien du verrou ouvert et a introduit un cache anti-poussière coulissant ainsi que des marques de récepteur supplémentaires.
- Certaines versions étaient équipées de guidons percés pour accepter un insert photoluminescent pour une utilisation en basse lumière.

### Modèle 1918 RSC
À la suite d'une amélioration substantielle, le RSC M1918 a été adopté en 1918 en tant que fusil destiné à remplacer tous les autres fusils à partir de 1919. 
La production commença en novembre 1918 au moment où la guerre finissait. Aucun RSC M1918 ne fut donc utilisé pendant la Première Guerre mondiale. Le RSC M1918 était nettement plus court et plus léger que le modèle 1917 et corrigeait pratiquement tous les inconvénients du RSC M1917. L'un des principaux problèmes qui ressortaient des plaintes des soldats français concernant le RSC M1917 était, par longueur excessive de 1 330 mm, trop long pour les tranchées étroites. Le RSC M1918 donc était raccourci en conséquence à une longueur totale de 1 100 mm.
Le RSC1918 utilisait des récepteurs modifiés du modèle 1917 ; le marquage RSC M1918 avait un « 8 » en surimpression au-dessus du « 7 » du « Mle 1917 » gravé sur les armes. Les modifications étaient :
- le canon raccourci de 800 mm à 580 mm avec des changements correspondants dans les protège-mains en bois ;
- nouvel ensemble de mire arrière qui modifie le zéro de la vue de combat qui a supprimé la position complètement en avant. A également des ajustements recalibrés pour un rayon de visée plus court ;
- dispositif de blocage de boulon réintroduit, cette fois avec une fonction de blocage de boulon de dernier tour. Il s'agit d'un loquet à ressort qui verrouille le pêne vers l'arrière une fois que le dernier (5e) coup a été tiré ;
- loquet supplémentaire sur le couvercle du clip pour plus de sécurité en maintenant le couvercle du clip fermé. Ce loquet est visible et actionné sur le côté droit du récepteur ;
- housse anti-poussière coulissante du 3e modèle RSC M1917 ;
- conception simplifiée de la plaque de couche permettant une production plus rapide et moins chère ;
- nouvelle tige d'empilage de style Berthier destinée à atténuer le problème de l'ancienne tige d'empilage qui s'accroche à la végétation et autres ;
- baïonnette raccourcie ;
- de nombreux changements dans la conception globale, avec un accent particulier sur le système de gaz, qui a simplifié la production, le démontage, le nettoyage et l'entretien du fusil ;
- boitier modifié pour accepter les clips Mle 1916 Berthier. C'est peut-être le changement le plus important car il permettait le partage de munitions entre les soldats portant le RSC M1918 et les fusils à verrou Berthier. Bien que les deux fusils aient été développés en même temps avec le soutien de l'armée et du gouvernement français, les équipes de conception ne semblent pas avoir tenté de mettre en commun le dispositif d'alimentation entre les deux conceptions. Cela signifiait que, bien qu'ils partageaient la même cartouche Lebel de 8 mm, ils avaient des clips de chargeur à cinq cartouches complètement différents, ce qui créait des difficultés logistiques et tactiques. L'armée française avait distribué le RSC M1917 à travers la force, dans l'intention de donner 16 fusils à chaque compagnie d'infanterie de ligne à délivrer aux tireurs d'élite dans les unités qui étaient autrement armées de Berthiers ou de Lebels plus anciens (auquel cas le remplacement par Berthiers était destiné). Les munitions pour les deux fusils ont été émises déjà chargées sur des clips de chargeur qui étaient destinés à être jetables. En tant que tel, le système d'approvisionnement de l'armée devait émettre des munitions Lebel de 8 mm dans les deux unités d'émission, ce qui compliquait l'approvisionnement. Bien qu'un soldat porteur de RSC M1917 puisse sauvegarder ses clips jetables et les recharger à partir de clips Berthier téléchargés ou vice versa, les clips chargés ne pouvaient pas être partagés selon les besoins sur le champ de bataille entre les soldats armés des deux fusils différents. La modification à l'intérieur du récepteur impliquait de retirer du matériel à l'arrière du canal de clip et de l'ajouter à l'avant. Il est possible de limer l'arrière d'un canal de chargeur RSC M1917 pour accepter un clip de chargeur Berthier, mais le clip ne sera pas soutenu à l'avant, ce qui entraînera un mouvement des cartouches à l'intérieur du canal, ce qui a un impact négatif sur la fiabilité. La modification RSC M1918 du récepteur RSC M1917 prend en charge les clips Berthier à l'avant et à l'arrière, permettant une utilisation fiable, mais ne prend pas entièrement en charge le clip du chargeur comme le RSC M1917 le fait avec son chargeur d'origine.

Des tests de tir montraient que le RSC M1918 était plus précis que le fusil Lebel et le RSC M1917. 
La production du RSC M1918 ne débute qu'en novembre 1918 chez Manufacture d'armes de Saint-Étienne (MAS). Environ 4 000 fusils ont été fabriqués, la plupart en 1919, et beaucoup ont été testés au combat pendant la guerre du Rif de 1921 à 1926 au Maroc, où ils donnèrent une bonne impression aux soldats et une « entière satisfaction ».

### Carabine modèle 1917
Une carabine expérimentale RSC M1917 a été testée à la fin de la guerre mais n'a jamais été mise en production. 
Un modèle « Mle 1917 Mousqueton » encore plus court (canon de 17,7 pouces) fut testé mais non mis en production.
Au cours des années 1920, un nombre inconnu de modèles de fusil RSC M1917 furent convertis en carabines en coupant les canons, en enlevant la partie supérieure du garde-main et en modifiant le magasin interne pour accepter les magazine de fusil berthier[pas clair] utilisés par le RSC M1918. Ces conversions sont facilement visibles car elles conservent les viseurs et le garde-main originel du fusil ainsi que le style de plaque du RSC M1917. 
Ces conversions furent faites et utilisées pendant la guerre du Rif et peuvent avoir été faites vers la fin de 1918 aux derniers mois de la Première Guerre mondiale.

### Développements ultérieurs
Les modifications de l'arme continuèrent jusqu'à la fin de 1920 et la production des armes fut finie fin 1921. Les kits de mise à niveau notables incluent :
- 2e modèle de poignée de boulon améliorée qui était une pièce de rechange améliorée pour les modèles Mle 1917 et Mle 1918. Cette mise à niveau a grandement simplifié le démontage des armes pour le nettoyage ou la maintenance. Cela impliquait le remplacement de la poignée du boulon et le remplacement ou la modification de la tige op.
- modernisation du dernier verrou rond ouvert (LRBHO). Il s'agissait de l'assemblage LRBHO du Mle 1918 modernisé sur le Mle 1917.

Pendant la guerre du Rif et les années 1920, de nombreux fusils et carabines RSC M1917 et M1918 continuèrent à être utilisés, mis à niveau et modifiés par la suite.
Vers 1935, un grand nombre d'armes avaient leurs ports de gaz bloqués par des armuriers, transformant l'arme en une action de verrou à traction droite au lieu du mode semi-automatique de base.
Cela semble avoir été fait en même temps que la remise des fusils aux troupes coloniales françaises ou de réserve qui étaient moins fiables que leur version métropolitaine. Il a également été suggéré, par diverses rumeurs répandues,[Par qui ?] que cela fut fait pour économiser les munitions, un thème relativement courant dans la pensée militaire entre la fin du XIXe siècle et du XXe siècle. Les exemples semi-automatiques restants auraient été utilisés par les groupes francs motorisés de cavalerie pendant la bataille de France.[réf. nécessaire] Pendant l'occupation allemande, les armes étaient de type classées comme Selbstlade-Gewehr 310(f)  et utilisées par les éléments de la Franc-garde de Vichy et le Volkssturm allemande.[réf. nécessaire]

## Expositions du musée
Le musée de l'Armée aux Invalides à Paris présente à la fois le RSC M1917 et le fusil Meunier dans le cadre des expositions d'armes, d'uniformes et d'équipements de la Première Guerre mondiale. Aux États-Unis, le United States Army Ordnance Museum, le musée de l'Académie militaire américaine de West Point et le NRA Museum présentent tous des armes en bon état du RSC M1917. Le RSC M1918 n'est actuellement exposé qu'au musée de l'Armement de la Manufacture nationale d'armes de Tulle.

## Utilisateurs
- France
- Allemagne nazie : utilisation par les unités du Volkssturm. Le nom allemand était Selbstlade-Gewehr 310 (f) qui signifie « fusil à chargement automatique 310 »[2].